# Гирич Віра
Віра Гирич (12 вересня 1967 — 28 квітня 2022, Київ, Україна) — українська журналістка та продюсерка «Радіо Свобода». Загинула під час ракетного удару російських військ по столиці України. 23-тя з працівників медіа, загиблих внаслідок російського вторгнення в Україну з 24 лютого 2022 року.

## Життєпис
Працювала інформаційною продюсеркою на каналі «1+1», у ТСН, із січня 2005 року по грудень 2016 року. Певний час працювала в Ізраїльському посольстві.
З травня 2017 року по лютий 2018 року Віра Гирич працювала на каналі «Еспресо TV».
З 1 лютого 2018 року працювала на «Радіо Свобода» в київському бюро.

### Обставини загибелі
Увечері 28 квітня 2022 року «високоточна» російська ракета (обстріл відбувся під час візиту генерального секретаря ООН Антоніу Гутерреша) вразила будинок у Шевченківському районі Києва, де жила журналістка. Її тіло знайшли під завалами лише зранку 29 квітня. Президент «Радіо Вільна Європа/Радіо Свобода» Джеймі Флай висловив співчуття сім'ї Віри Гирич. Креативний продюсер української IT-компанії Genesis Владислав Яцків згадує її як справжню професіоналку. Олександр Демченко зазначив: 
«Це маленька машинка Віри Гирич — моєї колеги з „Радіо Свобода“. На ній пару років тому вона возила нас у Немішаєве, розповідати, як шукати інформацію на окупованих територіях. Тепер Віри більше немає. Точна російська ракета потрапила у її будинок, Віра пролежала там всю ніч, а знайшли її лише зранку. Я особисто не злий і не хочу плакати, бо це мало б повторюватись щодня. Я просто не знаю, як розповісти, якої чудової людини більше немає»
У Віри Гирич залишилися батьки та дорослий син.